# White Lightning
White Lightning è un film del 1953 diretto da Edward Bernds.
È un film drammatico a sfondo sportivo statunitense ambientato nel mondo dell'hockey su ghiaccio. Vede come interpreti principali Stanley Clements, Barbara Bestar, Steve Brodie e, in un ruolo minore, Lee Van Cleef.

## Produzione
Il film, diretto da Edward Bernds su una sceneggiatura di Charles R. Marion, fu prodotto da Ben Schwalb per la Monogram Pictures Il titolo di lavorazione fu Hit the Ice.

## Distribuzione
Il film fu distribuito negli Stati Uniti dall'8 marzo 1953 al cinema dalla Allied Artists Pictures.

## Promozione
Le tagline sono:
- "Underworld Syndicate Fixed Games".
- "HOCKEY STAR EXPOSES GAMBLING RACKETEERS!".
- "Savage, sizzling story of the nation's most thrill-streaked sport...and the men who play it for keeps!".